# Вулиця Мирослава Скорика (Львів)
Ву́лиця Мирослава Скорика — вулиця у Галицькому районі Львова, у межах історичного центру міста. Починається від проспекту Шевченка і пролягає у напрямку до вулиці Стефаника, утворюючи перехрестя з вулицею Ковжуна. Прилучаються площа Маланюка та вулиця Томашівського.

## Історія та назва
Вулиця складалася з двох ділянок, що у 1825—1871 роках мали назви Хоронщизни нижня Ґассе та Хоронщизни верхня Ґассе, бо тут у XVII столітті були землі польного гетьмана, воєводи Київського і Краківського, великого коронного хорунжого Андрія Потоцького. У 1871 році частини вулиці об'єднали під спільною назвою Хоронщизна. 

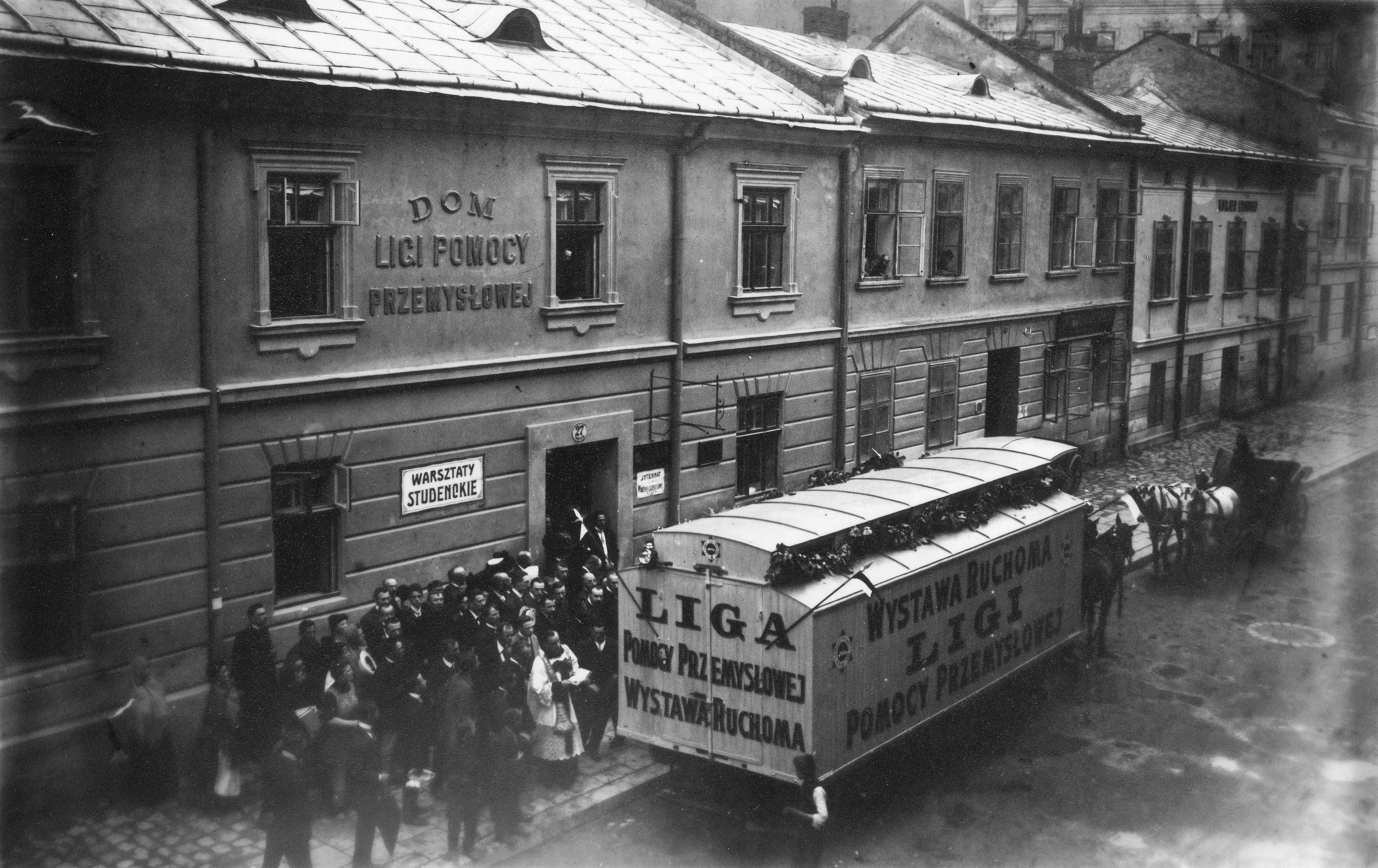
Вул. Хоронщизна у 1910 році.

На початку ХХ століття вся непарна частина вулиці Хоронщизна від будинку № 5 до будинку № 29 та вулиця Цитадельна належали до римсько-католицької парафії святого Миколая.
У 1940 році перейменована на вулицю Чайковського, на честь російського композитора Петра Чайковського. У перші місяці німецької окупації Львова була повернена передвоєнна назва — Хоронщизна, але вже у листопаді 1941 року перейменована на Цу дер Гоенґассе. У липні 1944 року вдруге повернена передвоєнна назва — Хоронщизна, але вже у грудні того ж року повернена радянська назва — вулиця Чайковського.
У 1963 році до вулиці Чайковського приєднали вулицю Цитадельну і назва — Чайковського поширилася на всю вулицю.
30 червня 2021 року сильний вітер пошкодив кілька дерев на вулиці. 
Рішенням сесії Львівської міської ради від 29 вересня 2022 року вулицю Чайковського розділено на дві частини: 
- від проспекту Шевченка до перетину з вулицею Стефаника перейменовано на вулицю Мирослава Скорика, на пошану видатного українського композитора та музикознавця Мирослава Скорика;
- від перетину з вулицею Стефаника й у напрямку до Львівської цитаделі була відновлена колишня назва — вулиця Цитадельна.

## Забудова
У забудові вулиці Мирослава Скорика присутні класицизм, віденська сецесія, конструктивізм. Декілька будинків внесено до Реєстру пам'яток архітектури місцевого значення.

### З непарного боку вулиці

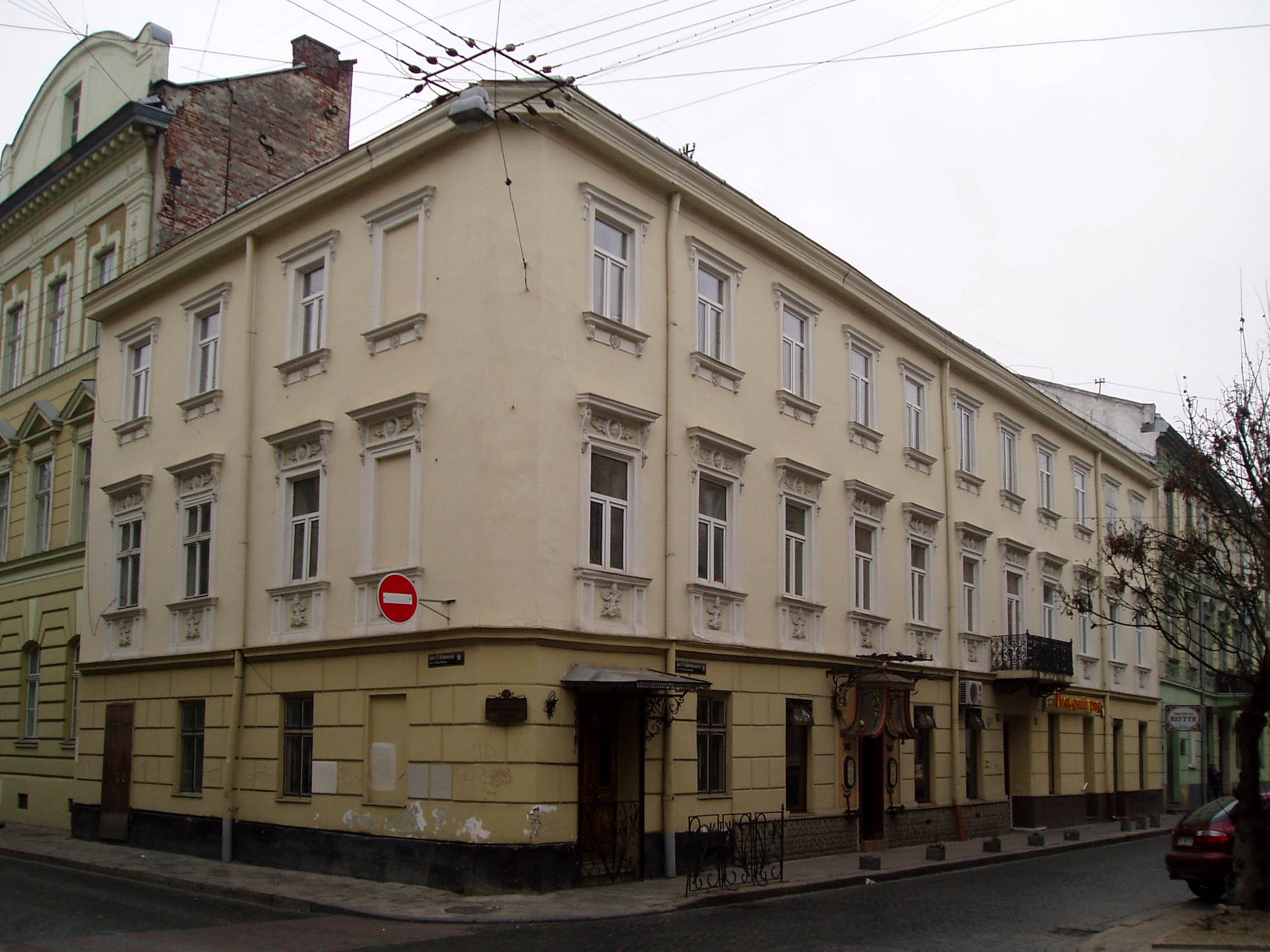
Будинок № 11.

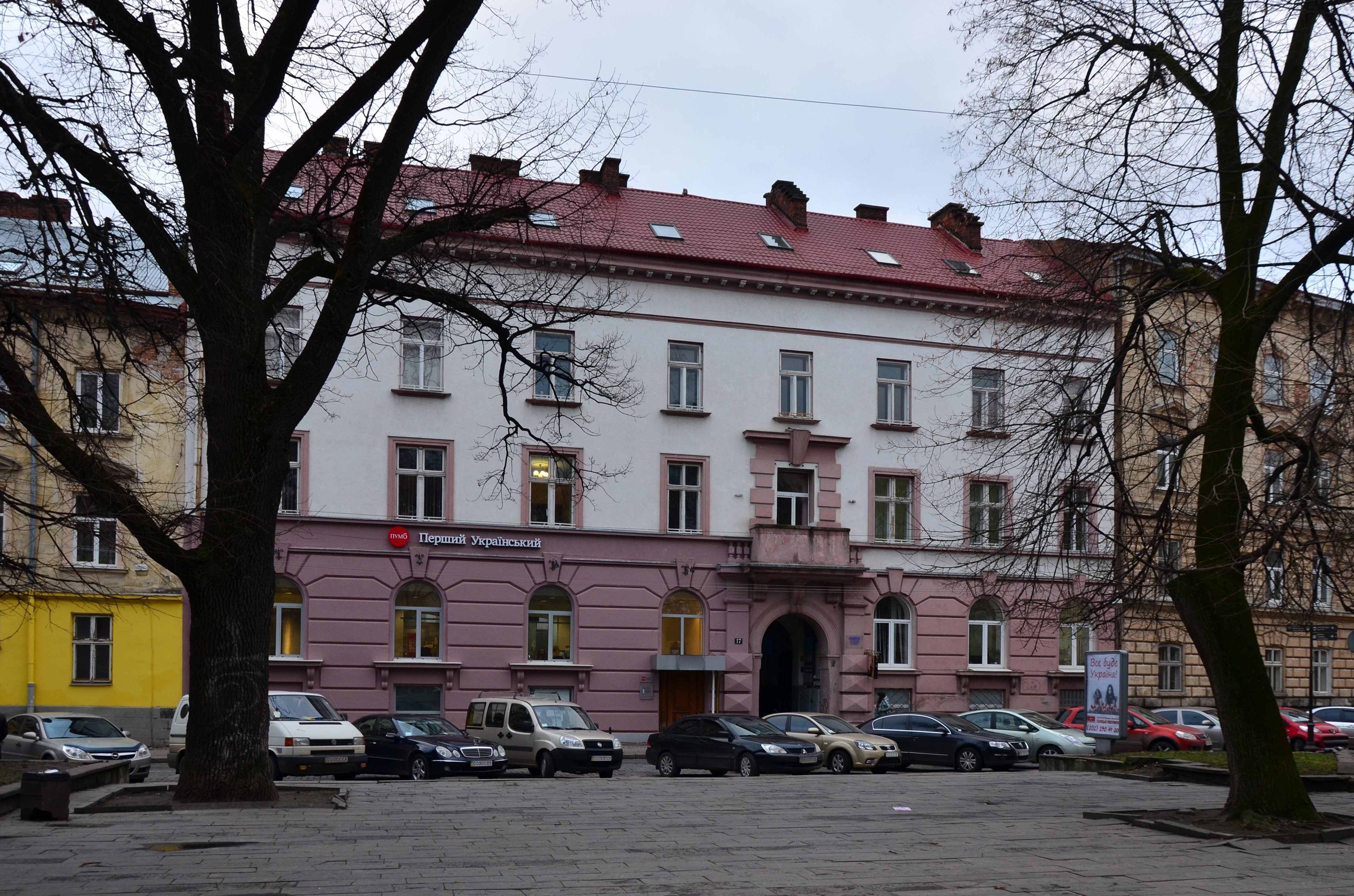
Будинок № 17.

№ 1 — на початку 1880-х років в будинку містилися склади французьких піаніно та фортепіано Яна Слівінського, а також функціювало одне з відділень (філія) його фабрики з будівництва органів. Нині цієї адреси не існує.
№ 5 — у будинку наприкінці XIX — початку XX століття містилася редакція часопису «Kurjer Lwowski». У 1884—1907 роках головним редактором часопису був польський журналіст, політик Генрик Ревакович. Також містилися редакція часопису «Przyjaciel ludu», редактором якого у 1889—1902 роках був польський громадський та політичний діяч, публіцист Болеслав Вислоух. Крім редакцій часописів у будинку також містилися дослідницьке бюро Г. Загорської, молочарня Анни Войтинської. За адресною книгою 1913 року в будинку містилися Асоціація львівських послуг, молочарня Яна Клоцека, панчішно-шкарпеткове виробництво Марії Міневської, товариство «Французьке коло» (фр. «Cercle fransais»), співацьке товариство «Ґенжба», Об'єднане академічне товариство. У міжвоєнний період містилися ательє дамських капелюхів Бреннера і ресторан Бартфельда, крамниця постільної білизни та матраців Р. Джали. Наприкінці 1940-х років у будинку містився фотосалон Львівського облвідділу ДФРТ «Укрфото». Нині тут магазин одягу «Colin's» і туристична фірма «Планета експрес».

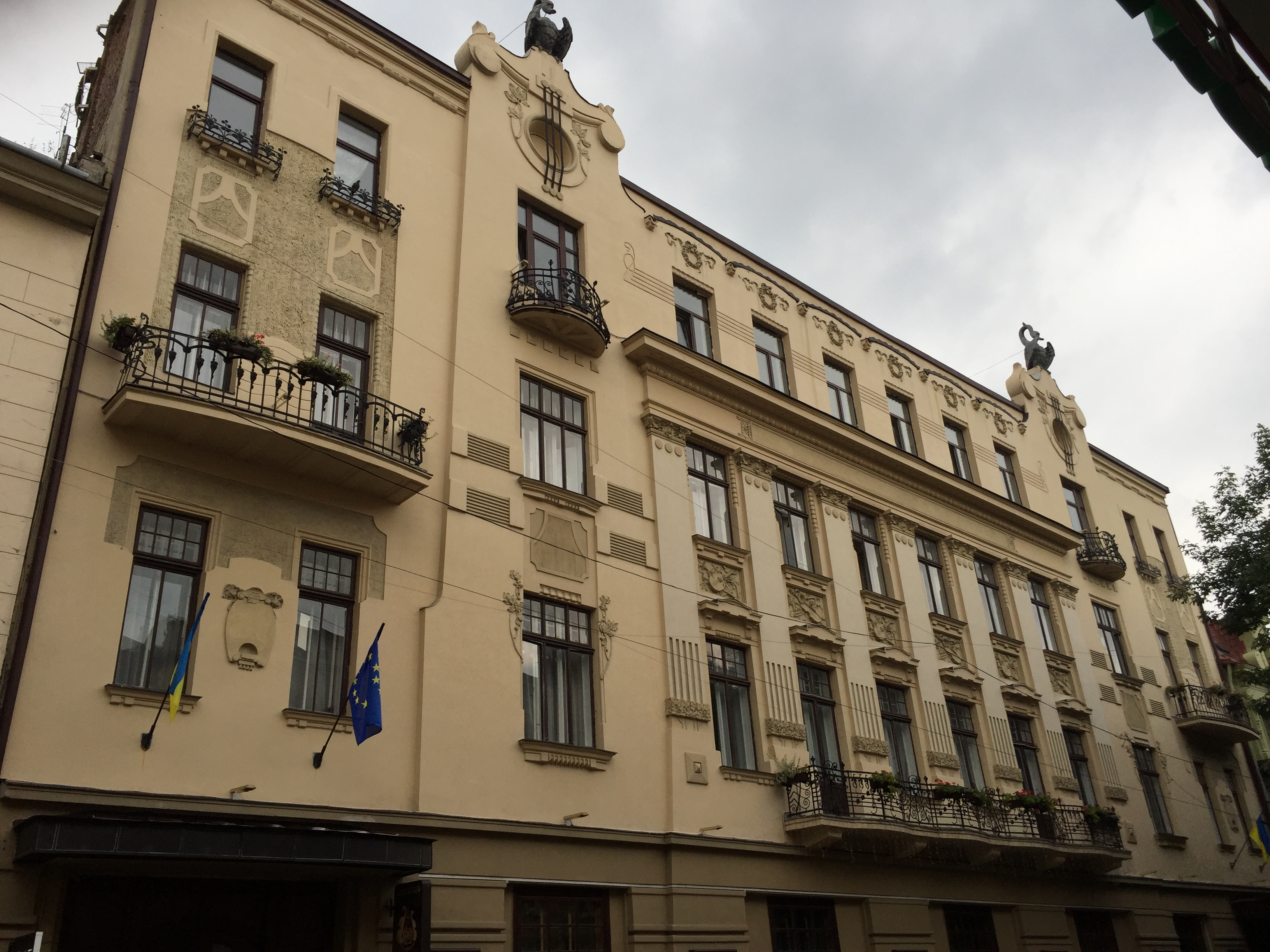
Будинок № 7.

№ 7 — колишній будинок Галицького музичного товариства у Львові. Первісний проєкт у необароковому стилі в 1905 році розробив Владислав Галицький. Планувалося розміщення консерваторії та концертного залу, а частину будинку мали використовувати як прибутковий (дохідний) дім. Будівництво розпочали, однак наступного року його продовжили за проєктом, переробленим у сецесійному стилі Владиславом Садловським. Рельєфи на фасадах із зображеннями музичних інструментів, а також дві металеві скульптури лебедів на аттиках, виконані Петром Гарасимовичем. Інтер'єр двоярусного концертного залу прикрашали погруддя композиторів скульпторки Люни Дрекслер. Проєкт будинку товариства експонувався 1910 року на виставці польських архітекторів у ЛьвовіЛьвівська філармонія = Lviv Philharmonic Society: до і після століття / текст Л. Мельник, концепція Т. Р. Стефанишин, текст С. Бурко, резюме, пер. англ. І. Мацелюх, резюме, пер. нім., пер. польс. Л. О. Кияновська. — Львів, 2006. — С. 18.; Biriulow J. Rzeźba lwowska. — Warszawa: Neriton, 2007. — S. 166. — ISBN 978-83-7543-009-7. (пол.)</ref>. Галицьке музичне товариство продовжувало традиції Музичного товариства Святої Цецилії, заснованого Францем Моцартом — сином Вольфганга Амадея Моцарта.
В приміщенні Галицького музичного товариства у квітні 1911 року було відкрито кінотеатр «Аполло». Власником кінотеатру був інженер Казімеж Кропйовський. Це був елітний, дорогий кінотеатр з глядацькою залою на 598 місць, але до кінця 1930-х років їх кількість збільшено до 700. У 1916 році кінотеатр перейшов у власність спілки, до якої входили: інженер Станіслав Фред, урядовець магістрату Станіслав Зборовський та журналіст Едмунд Кольбушовський. У січні 1930 року «Аполло» почав демонструвати звукові фільми. У травні 1935 року «Аполло» був одним з двох кінотеатрів Львова, де відбувалися безкоштовні покази репортажу з похоронної процесії Юзефа Пілсудського. Від грудня 1939 року — кінотеатр імені Кірова. Кінотеатр остаточно припинив свою діяльність, у 1943 році.
До початку першої світової війни в будинку також містилися ювелірна крамниця Едмунда Мар'яна Біра, Приватна жіноча гімназія імені Юліуша Словацького з публічним правом, технічне бюро «Сікорський та Зейденштейн». У цьому будинку впродовж 1912—1914 років також містилося консульство Королівства Бельгія. У міжвоєнний період, крім філармонії, в будинку працювали магазин музичних інструментів Бачинського, бюро оголошень «Пресова реклама», банк і товариство взаємодопомоги «Веста». В будинку також працював заклад Евгеніуша Мар'яна Унгера, що спеціалізувався на виконанні гравірувальних робіт та виготовленні каучукових печаток, звичайних металевих та емалевих відзнак — медалей, значків, жетонів і містився склад номерів, шаблонів та фарб для печаток цього закладу. На Загальній крайовій виставці, що проходила у Познані 1929 року, заклад Унгера був нагороджений п'ятьма золотими медалями.
У повоєнні часи тут містився концертний зал консерваторії імені Лисенка, від 1940-х років — Львівська обласна філармонія і Львівська організація Національної спілки композиторів України. В будинку також розташований Перший Український Микулинецький Паб. У закладі є два віп-зали (на 12 та 25 осіб), а також основний зал розрахований на 80 осіб. Будинок філармонії внесений до Реєстру пам'яток архітектури місцевого значення під охоронним № 374-м.
8 листопада 2016 року на фасаді будинку офіційно відкрили інформаційну таблицю, яка сповіщає про те, що у цьому будинку впродовж 1912—1914 років розташовувалося консульство Королівства Бельгія. Проєкт реалізовано в рамках міської ініціативи «Львів дипломатичний». Участь у відкритті таблиці взяли міський голова Львова Андрій Садовий та Люк Якобс, Надзвичайний та Повноважний Посол Бельгії в Україні.
№ 9 — у 1887 році тут (нині — вул. Ковжуна, 5) містилася фабрика з будівництва органів польського підприємця Яна Слівінського, що переїхало сюди з будинку на вул. Коперника, 9. Орієнтовно у 1888 році Ян Слівінський для потреб підприємства викупив будівлю на вул. Коперника, 16, де після тривалої перебудови Слівінський продовжив свою підприємницьку діяльність . На початку XX століття тут також діяло руське (українське) товариство «Муза» (керівник — Іван Добжанський).
№ 11 — у 1867—1939 роках в будинку працювала Академічна читальня, що була першим польським студентським науковим товариством у Львові. У міжвоєнний період головним осідком організації польський Академічний дім «Лозинець», що розташовувався на розі сучасних вулиць Ігоря Білозіра та Ярослава Стецька. На початку XX століття головою товариства був К. Врублевський. Також Товариство братньої допомоги студентів Львівського університету Яна Казимира (голова Мар'ян Краус), також працювала редакція «Часопису академічного». Від вересня 1909 й до 1914 року в одному з приміщень першого поверху будинку містилася редакція та адміністрація часопису «Filatelista» — друкованого органу товариства міжнародних філателістів «Унія». У міжвоєнний період тут також містилася крамниця спортивного одягу Яна Бісанца, нині тут магазин «Посудний ряд» та бар «Резон».
№ 13 — на початку XX століття тут (колишня адреса — вул. Хоронщизна, 11а) працювала крамниця галантерейних виробів Людвика Вежбицького, кравецька майстерня «Самодіяльність» Яна Капціо. У міжвоєнний період містилися слюсарський заклад В. Баюлка, християнський заклад «Еллен» (виробництво білизни, блузок, лікарських фартухів і т.п.). Нині тут міститься офіс компанії «Реконструкція» (будівництво та ремонт житлових і нежитлових будівель), а також магазин італійського взуття, комісійний магазин, туристична агенція «Coral Travel», ресторан «СУПкультура», поліграфічна компанія «Маркос».
№ 15 — від початку XX століття й до 1929 року тут працювало технічне бюро інженерних проєктів відомого львівського інженера-механіка, фотографа Францішека Рихновського, а також містилася приватна жіноча семінарія Анни Рихновської. Нині в портері будинку міститься Академія перукарського мистецтва Володимира Новоградського. 
№ 17 — чотириповерхова кам'яниця. Від початку XX століття й до 1939 року містилися друкарня Шмідта і спілки, Цісарсько-королівська окружна дирекція державних лісів, а також Державне управління доріг та редакції низки часописів («Wiadomości artystyczne», «Czasopismo techniczne», «Słowo polskie» та інші) та діяло польське торгово-географічне об'єднання. До 1940 року в будинку мешкав інженер Конрад Дєжа-Лозинський гербу Любич (1871—1940)
 У радянські часи: 1950-ті роки — лісозаготівельний та деревообробний трест «Львівліспром» та ремонт взуття,  згодом — Львівський міський центр зайнятості (раніше Обласне бюро з працевлаштування), Державна інспекція з контролю за цінами у Львівській області, від часів незалежності — відділення № 3 банку «ПУМБ», хостел «Чайковський» та Львівська державна лісовпорядна експедиція УДПЛВО «Укрдержліспроект» та Львівська регіональна служба державного ветеринарно-санітарного контролю та нагляду на державному кордоні транспорті. 20 березня 2020 року виконавчий комітет Львівської міської ради затвердив містобудівні умови на реконструкцію будинку з розширенням за рахунок надбудови нежитлових приміщень та пристосуванням під адміністративно-офісні приміщення. Буде надбудовано ще два поверхи, де після реконструкції планують розмістити офісні приміщення, санвузли, комору та коридор.
№ 23 — з початку XX століття й до 1939 року в будинку містилася друкарня поспішна, а також працював ресторан Шеви Танцер.
№ 25 — від кінця XIX століття й до 1930 року в будинку мешкав представник львівської наукової школи польських істориків XIX століття, бібліограф, професор і ректор Львівського університету Людвік Фінкель. У 1910-х роках власником будинку була Людвика Покопович і тут діяло товариство взаємодопомоги галицьких лікарів. нині в будинку міститься йога—Артстудія «Коралі».
№ 27 — від 1908 року в будинку діяла «Liga Pomocy Przemysłowej», у 1910-х роках в будинку містилися інтролігаторня (палітурний цех) книгарні Польської та музична школа Л. Святковської і Ф. Щепановської. У міжвоєнний період працювала друкарня Бернарда Полонецького та репродукційний заклад (викопіювання документів) Юзефа Бродіша. У 1950-х роках — 16-та Республіканська типографія. На початку 2000-х років — магазин «Меблі», нині в будинку містяться приватна нотаріальна контора Р. Потапчук та хостел «Z-One Hub».
№ 31 — двоповерхова сецесійна кам'яничка, збудована у 1871 році. Тут упродовж 1884—1939 років містилися редакції та друкарні польських часописів: «Gazeta Ludowa» (редактор Ян Домбський; 1908—1914), «Kurjer Lwowski» (редактор Болеслав Вислоух; 1887—1919), «Ojczyzna» та «Gazeta Poranna», а також працювали представники культурного та суспільного життя Львова тих часів, такі як Іван Франко, Ян Каспрович, Болеслав Лімановський, Еліза Ожешко, Генрик Ревакович, Александер Мединський. У міжвоєнний період тут містилася редакція часопису «Goniec Wieczorny Illustrowany» Зігмунда Гальперна. Власником будинку на початку ХХ століття була Каміла Томашевська.
За часів незалежності на першому поверсі будинку працював магазин-салон «Гал-Сат» (опалення, вентиляція, каналізація). У 2016 році кам'яниця була розібрана, а на її місці упродовж 2016—2018 років будівельною компанією «Новий Львів» збудований чотириповерховий адміністративний будинок з вбудованими приміщеннями соціально-культурного призначення на замовлення ПП «Рока», ТзОВ «Два кольори» та ТзОВ «Скенер». У грудні 2018 року на першому поверсі будинку відкрилася продуктова крамниця торгової мережі «Рукавичка». 25 січня 2020 року на вул. Чайковського, 31 (вхід з вулиці Стефаника) відбулося урочисте відкриття міського молодіжного центру «МолоДвіж», на якому відбулося перерізання стрічки, презентація центру, панельна дискусія з наглядовою радою, презентація програми U-Report Ukraine за участю її амбасадора, лідера гурту «Антитіла» Тараса Тополі. Загальна площа центру становить 360 м² і розраховане на одночасне перебування у ньому близько 150 осіб.

### З парного боку вулиці

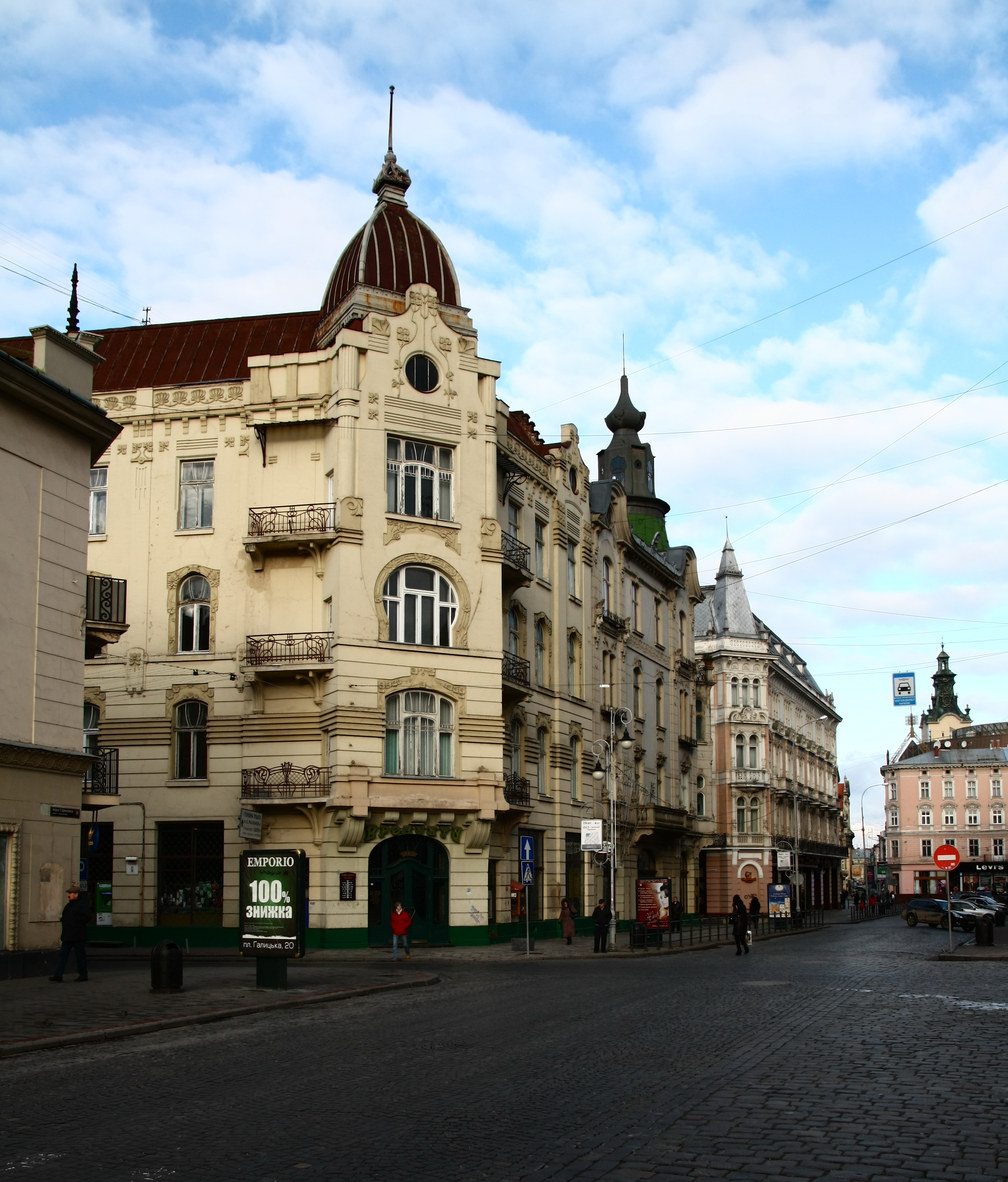
Будинок № 6

№ 6 — чотириповерхова кам'яниця (інша адреса — проспект Шевченка, 4), споруджена будівельною спілкою Міхала Уляма та Зиґмунта Кендзерського за проєктом Тадея Обмінського у стилі ранньої (орнаментальної) сецесії у 1904—1905 роках для адвоката Адольфа Сеґаля. За адресною книгою 1912 року, в будинку містилися Перше крайове виробництво корсетів, кондитерські вироби для дітей М. Кройцер, ресторан Ісака Келча, академічна читальня для жінок, товариство «Англійське коло» (англ. English Circle; керівник В. Робертсон Батлер), школа крою Юлії Онишкевич, а також в будинку мешкали польський піаніст, диригент, педагог, композитор,  капельмейстер Львівської опери Броніслав Вольфсталь (1883—1944) та адвокат Саломон Віттлін (1874—1942).
У міжвоєнний період в будинку містилися офіси різних фірм, приймальні адвокатів та лікарів, Спілчанський банк, Akcyjny Bank Związkowy, Акціонерний кооперативний банк, редакція «Газети Банкової», Крайова промислова спілка та інші орендарі. У 1920—1930-х роках тут розміщувалося правління щорічної міжнародної виставки-ярмарку «Східні торги». За радянських часів споруду займали обласні комітети різних профспілок. Нині цю традицію продовжує Асоціація робітників Львівщини (2-й поверх будівлі).
У радянський час інтер'єри було частково переплановано, зокрема встановлено у кімнатах численних перегородок задля розміщення якомога більшої кількості фірм та установ. На 1-му поверсі автентичні внутрішні перегородки між приміщеннями, в яких містились окремі крамниці та фірми, були розібрані для створення витягнутого Г-подібного простору. Тут запрацювала продуктова крамниця, яку небезпідставно прозвали «сквозняком». Функціонує вона й донині. У 1992—2015 роках в будинку містилося відділення «Петрокоммерцбанк-Україна», від 2015 року — відділення банку «ARB». Будинок внесений до Реєстру пам'яток архітектури місцевого значення під охоронним № 396-м та № 2222-м.

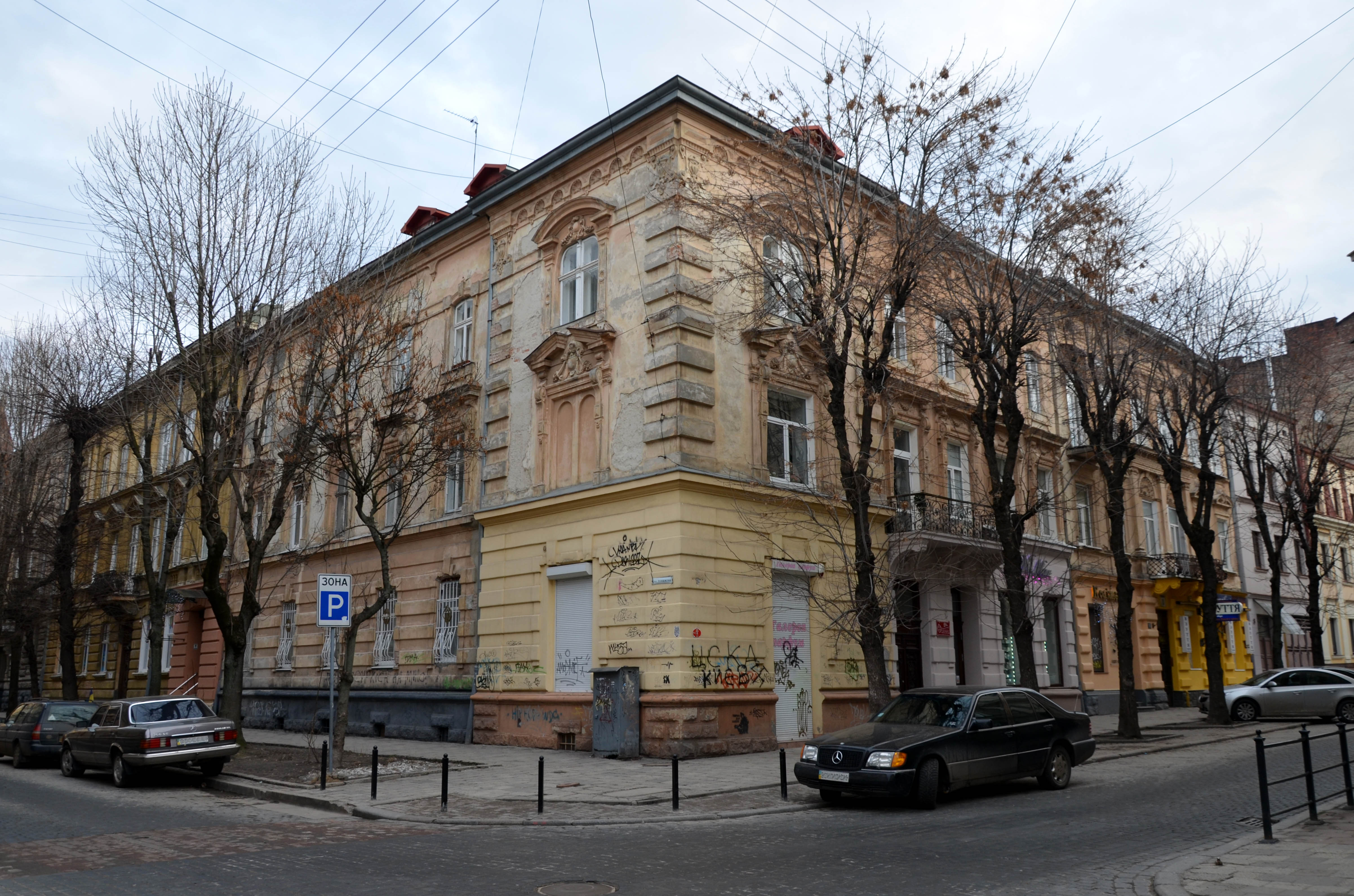
Будинок № 12.

№ 8 — триповерхова офісна будівля. На початку XX століття за цією адресою розташовувалося технічне бюро і будівельна компанія Казімєжа Щепанського, а також мешкав Тадеуш Годлевський, відомий польський фізик, професор, ректор Львівської політехніки. У міжвоєнний період містилося ательє дамських капелюхів Броди. Нині тут Асоціація торгових підприємців «Старий Ринок», відділення АТ «Приватбанк» та магазин «Джинси».

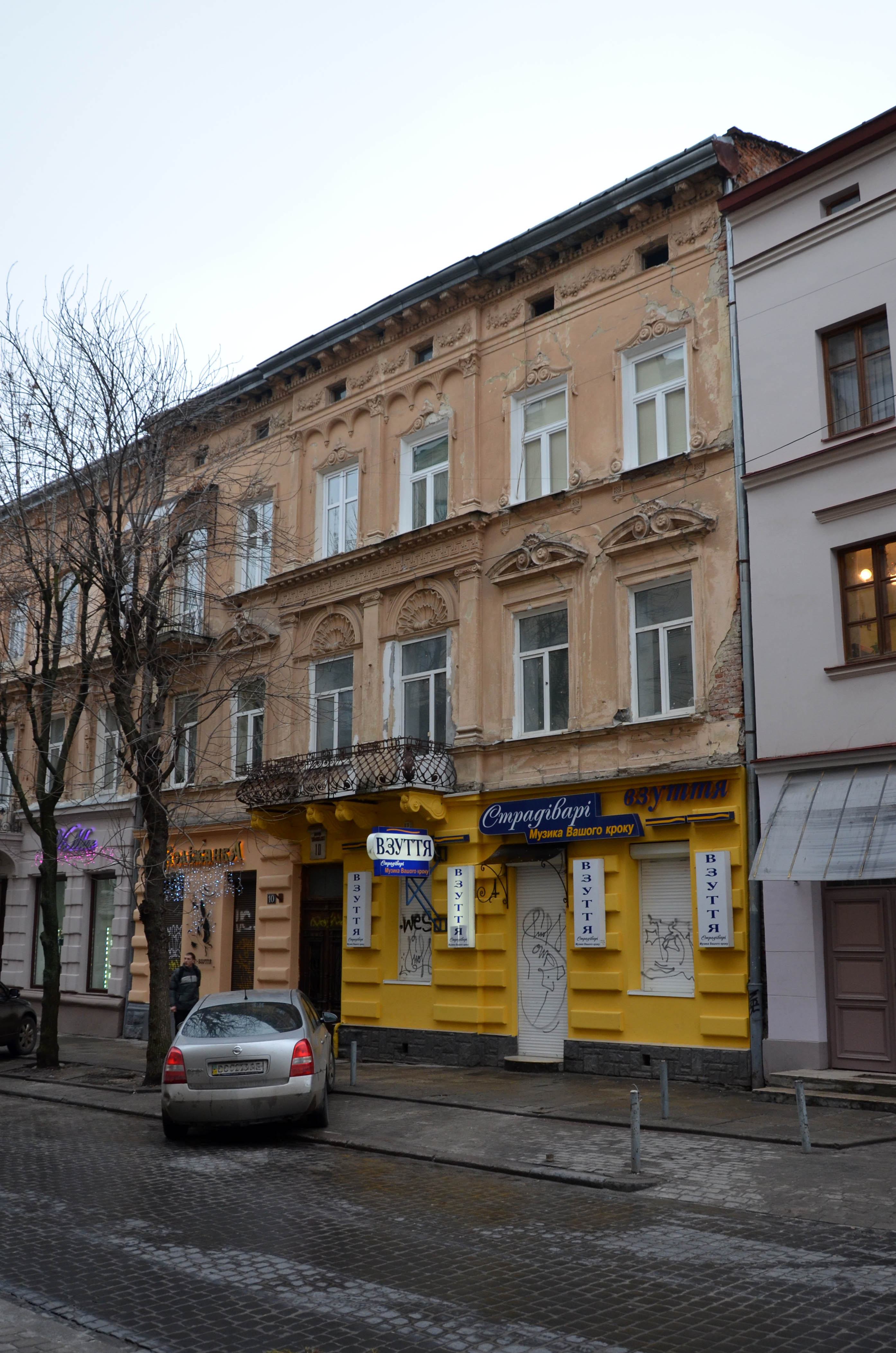
Будинок № 10.

№ 10 — триповерхова кам'яниця. На початку XX століття власником будинку був Титус Буковський та містилася музична школа Яна Скшедлевського. Будинок внесений до Реєстру пам'яток архітектури місцевого значення під охоронним № 375-м.
№ 12 — в будинку від 1887 року діяла приватна школа музики і співу, заснована відомим польським композитором Каролем Мікулі. До 1926 року в будинку мешкав доктор медицини, професор та керівник кафедри загальної та експериментальної патології з патологічною анатомією Цісарсько-королівської ветеринарної школи у 1889—1896 роках, професор медичного факультету Львівського університету Ян Прус (1859—1926), також до початку першої світової війни містилася Спілка німецьких рільників у Польщі. У міжвоєнний період в будинку мешкали власник друкарні Станіслав Кюблер, адвокат Юстин Дзерович та інші. Нині в будинку містяться крамниці «Світ канцелярії», «Галерея парфумів» та агенція іноземних мов «Руна» Наталії Дячук. Будинок внесений до Реєстру пам'яток архітектури під охоронним № 376-м.
№ 12б — до 1924 року в будинку мешкав польський геолог, мандрівник, професор Львівського університету Яна Казимира Еміль Дуніковський. Нині цієї адреси не існує.
№ 16 — на початку XX століття тут діяло польське Літературне товариство імені Адама Міцкевича (голова доктор Роман Пілат). У 1909—1931 роках — власний будинок польського науковця, доктора медицини, лікаря-інтерниста, професора медичного факультету Львівського університету Юліуша Кароля Марішлера (1869—1931), а також мешкав лікар Станіслав Людвик. Нині приміщення в партері будинку займає відділення № 9 АТ «Комерційний банк „Глобус“».
№ 18 — в кам'яниці до 1900 року мешкала родина Бартошевських. Відомий представник цієї родини — священик та релігійний діяч УГКЦ, богослов, письменник, педагог, професор Львівського університету, редактор часопису «Рускій Сіонъ» Іван Бартошевський. Також в будинку містилася редакція часопису «Ruch Katolicki» В. Завадського. У 1910-х роках власниками будинку були графиня Анна Целецька з Бнінських (герб Лодзя) та її чоловік Артур Целецький-Заремба. На той час в будинку містилася бібліотека товариства правників і мешкали власник бухгалтерського бюра Ян Флоркевич, адвокат Ян Шенк, вдова по колишньому власникові будинку Емілія Павліковська.
№ 20 — триповерхова офісна будівля 1970-х років. Тут за радянських часів містився магазин-салон «Калина» з обслуговування інвалідів війни Ленінського та Червоноармійського районів м. Львова. З початку 1990-х років — автомобільний салон ТОВ «Ілта-Львів» — офіційного дилера компанії «Автомобілі Peugeot».
№ 22 — у 1890—1914 роках в будинку мешкав польський живописець, портретист, пейзажист Олександр Августинович (1865—1944) та до 1930 року мешкав доктор медицини, відомий на той час хірург, лікар-оториноларинголог, професор медичного факультету Львівського університету, колекціонер старовинних образів Роман Баронч (1856—1930), брат польського скульптора Тадеуша Баронча. Також містився комісаріат дільниці № 1 Магістрату м. Львова (керівник Єжи Немчиновський). У 1950-х роках тут містилася Перша дитяча консультація. Від 1970-х років тут міститься ДНЗ № 29 «Полуничка».
№ 24 — на початку XX століття в будинку мешкав професор та керівник і одночасно бібліотекар кафедри годівлі Цісарсько-королівської ветеринарної школи Антоній Баранський, у міжвоєнний період мешкав львівський архітектор Іван (Ян) Багенський.